# Stanley-Cup-Playoffs 1969
Die Playoffs um den Stanley Cup des Jahres 1969 begannen am 2. April 1969 und endeten am 4. Mai 1969 mit dem 4:0-Erfolg der Canadiens de Montréal gegen die St. Louis Blues. Die Canadiens gewannen somit ihren insgesamt 16. Titel der Franchise-Geschichte und zugleich vierten in den letzten fünf Jahren. Zudem stellten sie in Serge Savard den mit der Conn Smythe Trophy ausgezeichneten Most Valuable Player der post-season, der somit der erste Abwehrspieler war, dem diese Ehre zuteilwurde. Phil Esposito führte unterdessen die Scorerliste der Playoffs an, unterlag mit seinen Boston Bruins allerdings bereits im Halbfinale. Für die St. Louis Blues war es die zweite Finalniederlage in Folge, nachdem das Team bereits im letzten Jahr mit dem gleichen Endergebnis gegen Montréal verloren hatte.

## Modus
Für die Playoffs qualifizierten sich die jeweils vier besten Teams der Eastern und der Western Division. Im Viertelfinale standen sich zuerst innerhalb einer jeden Division der Erste und der Dritte sowie der Zweite und der Vierte der Setzliste gegenüber. Die Halbfinals wurden dann ebenfalls innerhalb der Divisionen ausgetragen, sodass die beiden Divisionssieger das anschließende Stanley-Cup-Finale bestritten.
Alle Serien wurden dabei im Best-of-Seven-Modus ausgetragen, das heißt, dass ein Team vier Siege zum Weiterkommen benötigte. Das höher gesetzte Team hatte dabei in den ersten beiden Spielen Heimrecht, die nächsten beiden das gegnerische Team. Sollte bis dahin kein Sieger aus der Runde hervorgegangen sein, wechselte das Heimrecht von Spiel zu Spiel. So hatte die höher gesetzte Mannschaft in den Spielen 1, 2, 5 und 7, also vier der maximal sieben Spiele, einen Heimvorteil.
Bei Spielen, die nach der regulären Spielzeit von 60 Minuten unentschieden blieben, folgte die Overtime. Sie endete durch das erste erzielte Tor (Sudden Death).

## Qualifizierte Teams
| Eastern Division - (E1) Canadiens de Montréal - (E2) Boston Bruins - (E3) New York Rangers - (E4) Toronto Maple Leafs | Western Division - (W1) St. Louis Blues - (W2) Oakland Seals - (W3) Philadelphia Flyers - (W4) Los Angeles Kings |

## Playoff-Baum
| Viertelfinale | Viertelfinale         | Viertelfinale     |    |                       | Halbfinale | Halbfinale | Halbfinale |  |  | Stanley-Cup-Finale | Stanley-Cup-Finale | Stanley-Cup-Finale |
|               |                       |                   |    |                       |            |            |            |  |  |                    |                    |                    |
| E1            | Canadiens de Montréal | 4                 |    |                       |            |            |            |  |  |                    |                    |                    |
| E3            | New York Rangers      | 0                 |    |                       |            |            |            |  |  |                    |                    |                    |
| E3            | New York Rangers      | 0                 | E1 | Canadiens de Montréal | 4          |            |            |  |  |                    |                    |                    |
|               |                       |                   | E1 | Canadiens de Montréal | 4          |            |            |  |  |                    |                    |                    |
|               | E2                    | Boston Bruins     | 2  |                       |            |            |            |  |  |                    |                    |                    |
| E2            | E2                    | Boston Bruins     | 2  | Boston Bruins         | 4          |            |            |  |  |                    |                    |                    |
| E2            |                       |                   |    | Boston Bruins         | 4          |            |            |  |  |                    |                    |                    |
| E4            | Toronto Maple Leafs   | 0                 |    |                       |            |            |            |  |  |                    |                    |                    |
| E4            | Toronto Maple Leafs   | 0                 | E1 | Canadiens de Montréal | 4          |            |            |  |  |                    |                    |                    |
|               |                       |                   |    | Canadiens de Montréal | 4          |            |            |  |  |                    |                    |                    |
|               | W1                    | St. Louis Blues   | 0  |                       |            |            |            |  |  |                    |                    |                    |
| W1            | W1                    | St. Louis Blues   | 0  | St. Louis Blues       | 4          |            |            |  |  |                    |                    |                    |
| W1            |                       |                   |    | St. Louis Blues       | 4          |            |            |  |  |                    |                    |                    |
| W3            | Philadelphia Flyers   | 0                 |    |                       |            |            |            |  |  |                    |                    |                    |
| W3            | Philadelphia Flyers   | 0                 | W1 | St. Louis Blues       | 4          |            |            |  |  |                    |                    |                    |
|               |                       |                   | W1 | St. Louis Blues       | 4          |            |            |  |  |                    |                    |                    |
|               | W4                    | Los Angeles Kings | 0  |                       |            |            |            |  |  |                    |                    |                    |
| W2            | W4                    | Los Angeles Kings | 0  | Oakland Seals         | 3          |            |            |  |  |                    |                    |                    |
| W2            |                       |                   |    | Oakland Seals         | 3          |            |            |  |  |                    |                    |                    |
| W4            | Los Angeles Kings     | 4                 |    |                       |            |            |            |  |  |                    |                    |                    |

## Viertelfinale

### (E1) Canadiens de Montréal – (E3) New York Rangers
| 2. April 1969 | Canadiens de Montréal Jacques Lemaire (15:35) John Ferguson (53:18) Henri Richard (59:20) | 3:1 (1:0, 0:1, 2:0) Spielbericht Stand: 1:0 | New York Rangers Jean Ratelle (39:13) | Forum de Montréal, Montréal, Québec Zuschauer: 16.266 |

| 3. April 1969 | Canadiens de Montréal Christian Bordeleau (11:55) Bobby Rousseau (24:28) Yvan Cournoyer (26:45) Jean Béliveau (32:59) Ralph Backstrom (59:32) | 5:2 (1:1, 3:0, 1:0) Spielbericht Stand: 2:0 | New York Rangers Rod Seiling (1:51) Vic Hadfield (14:43) | Forum de Montréal, Montréal, Québec Zuschauer: 16.532 |

| 5. April 1969 | New York Rangers Vic Hadfield (49:12) | 1:4 (0:3, 0:0, 1:1) Spielbericht Stand: 0:3 | Canadiens de Montréal Mickey Redmond (0:30) Bobby Rousseau (3:37) Dick Duff (12:41) Jean Béliveau (48:33) | Madison Square Garden, New York City, New York Zuschauer: 17.250 |

| 6. April 1969 | New York Rangers Dave Balon (32:10) Rod Gilbert (35:08) Don Marshall (47:23) | 3:4 (0:3, 2:1, 1:0) Spielbericht Stand: 0:4 | Canadiens de Montréal Dick Duff (1:32) Jacques Lemaire (10:03) Henri Richard (10:42) Yvan Cournoyer (20:38) | Madison Square Garden, New York City, New York Zuschauer: 17.250 |

### (E2) Boston Bruins – (E4) Toronto Maple Leafs
| 2. April 1969 | Boston Bruins Phil Esposito (1:19) Johnny Bucyk (3:20) Phil Esposito (14:01) Johnny Bucyk (27:22) Derek Sanderson (30:40) Phil Esposito (34:10) Phil Esposito (39:51) Fred Stanfield (41:23) Derek Sanderson (44:34) Ken Hodge (52:47) | 10:0 (3:0, 4:0, 3:0) Spielbericht Stand: 1:0 | Toronto Maple Leafs | Boston Garden, Boston, Massachusetts Zuschauer: 14.659 |

| 3. April 1969 | Boston Bruins Johnny Bucyk (15:12) Johnny Bucyk (17:33) Ted Green (18:55) John McKenzie (25:56) Ken Hodge (38:44) Ron Murphy (48:39) Phil Esposito (50:07) | 7:0 (3:0, 2:0, 2:0) Spielbericht Stand: 2:0 | Toronto Maple Leafs | Boston Garden, Boston, Massachusetts Zuschauer: 14.659 |

| 5. April 1969 | Toronto Maple Leafs Ron Ellis (8:23) Murray Oliver (35:32) Norm Ullman (39:47) | 3:4 (1:2, 2:1, 0:1) Spielbericht Stand: 0:3 | Boston Bruins Ed Westfall (4:18) Ted Green (14:38) Fred Stanfield (24:04) Derek Sanderson (42:52) | Maple Leaf Gardens, Toronto, Ontario Zuschauer: 16.485 |

| 6. April 1969 | Toronto Maple Leafs Ron Ellis (7:52) Dave Keon (37:52) | 2:3 (1:2, 1:1, 0:0) Spielbericht Stand: 0:4 | Boston Bruins Derek Sanderson (1:21) Phil Esposito (3:14) Derek Sanderson (36:07) | Maple Leaf Gardens, Toronto, Ontario Zuschauer: 16.485 |

### (W1) St. Louis Blues – (W3) Philadelphia Flyers
| 2. April 1969 | St. Louis Blues Ab McDonald (0:50) Tim Ecclestone (5:43) Larry Keenan (15:10) Camille Henry (43:22) Terry Gray (57:39) | 5:2 (3:1, 0:0, 2:1) Spielbericht Stand: 1:0 | Philadelphia Flyers Bill Sutherland (12:13) Dick Cherry (58:26) | St. Louis Arena, St. Louis, Missouri Zuschauer: 15.156 |

| 2. April 1969 | St. Louis Blues Bill McCreary (0:41) Gary Sabourin (15:58) Larry Keenan (20:45) Red Berenson (32:03) Terry Gray (36:49) | 5:0 (2:0, 3:0, 0:0) Spielbericht Stand: 2:0 | Philadelphia Flyers | St. Louis Arena, St. Louis, Missouri Zuschauer: 15.621 |

| 5. April 1969 | Philadelphia Flyers | 0:3 (0:1, 0:1, 0:1) Spielbericht Stand: 0:3 | St. Louis Blues Gary Sabourin (7:13) Ron Schock (33:24) Red Berenson (52:12) | The Spectrum, Philadelphia, Pennsylvania Zuschauer: 14.558 |

| 6. April 1969 | Philadelphia Flyers Garry Peters (24:54) | 1:4 (0:3, 1:1, 0:0) Spielbericht Stand: 0:4 | St. Louis Blues Frank St. Marseille (0:52) Terry Crisp (4:08) Jim Roberts (4:22) Tim Ecclestone (21:17) | The Spectrum, Philadelphia, Pennsylvania Zuschauer: 10.985 |

### (W2) Oakland Seals – (W4) Los Angeles Kings
| 2. April 1969 | Oakland Seals Earl Ingarfield (11:59) Joe Szura (16:21) François Lacombe (39:16) Gene Ubriaco (57:22) | 4:5 n. V. (2:1, 1:1, 1:2, 0:1) Spielbericht Stand: 0:1 | Los Angeles Kings Gary Croteau (12:53) Gary Croteau (23:07) Eddie Joyal (52:15) Eddie Joyal (55:56) Ted Irvine (60:19) | Oakland–Alameda County Coliseum Arena, Oakland, Kalifornien Zuschauer: 5.439 |

| 3. April 1969 | Oakland Seals Ted Hampson (1:26) Ted Hampson (38:23) Gary Jarrett (42:44) Bob Dillabough (59:47) | 4:2 (1:0, 1:2, 2:0) Spielbericht Stand: 1:1 | Los Angeles Kings Ted Irvine (20:20) Howie Menard (27:07) | Oakland–Alameda County Coliseum Arena, Oakland, Kalifornien |

| 5. April 1969 | Los Angeles Kings Réal Lemieux (30:21) Bill Inglis (54:46) | 2:5 (0:0, 1:2, 1:3) Spielbericht Stand: 1:2 | Oakland Seals Joe Szura (31:30) Gary Jarrett (34:48) Earl Ingarfield (40:13) Mike Laughton (49:09) Gerry Ehman (56:05) | The Forum, Inglewood, Kalifornien Zuschauer: 9.118 |

| 6. April 1969 | Los Angeles Kings Bill White (10:33) Howie Menard (17:31) Larry Cahan (20:24) Brent Hughes (34:06) | 4:2 (2:1, 2:0, 0:1) Spielbericht Stand: 2:2 | Oakland Seals Earl Ingarfield (1:27) Ted Hampson (46:59) | The Forum, Inglewood, Kalifornien Zuschauer: 6.132 |

| 9. April 1969 | Oakland Seals Mike Laughton (1:06) Bob Dillabough (25:42) Bob Dillabough (43:44) Norm Ferguson (56:43) | 4:1 (1:1, 1:0, 2:0) Spielbericht Stand: 3:2 | Los Angeles Kings Gary Croteau (15:51) | Oakland–Alameda County Coliseum Arena, Oakland, Kalifornien Zuschauer: 7.755 |

| 10. April 1969 | Los Angeles Kings Ted Irvine (3:43) Bryan Campbell (6:19) Lowell MacDonald (16:05) Bill Flett (35:12) | 4:3 (3:3, 1:0, 0:0) Spielbericht Stand: 3:3 | Oakland Seals Mike Laughton (4:53) Brian Perry (16:42) Gene Ubriaco (17:51) | The Forum, Inglewood, Kalifornien Zuschauer: 7.846 |

| 13. April 1969 | Oakland Seals Carol Vadnais (4:09) Earl Ingarfield (29:51) Gerry Ehman (50:36) | 3:5 (1:2, 1:1, 1:2) Spielbericht Stand: 3:4 | Los Angeles Kings Ted Irvine (2:13) Ted Irvine (12:14) Bill Flett (34:54) Lowell MacDonald (47:53) Howie Menard (58:26) | Oakland–Alameda County Coliseum Arena, Oakland, Kalifornien Zuschauer: 9.008 |

## Halbfinale

### (E1) Canadiens de Montréal – (E2) Boston Bruins
| 10. April 1969 | Canadiens de Montréal John Ferguson (53:28) Jean Béliveau (59:04) Ralph Backstrom (60:42) | 3:2 n. V. (0:1, 0:1, 2:0, 1:0) Spielbericht Stand: 1:0 | Boston Bruins Derek Sanderson (13:28) Derek Sanderson (35:53) | Forum de Montréal, Montréal, Québec Zuschauer: 17.144 |

| 13. April 1969 | Canadiens de Montréal Yvan Cournoyer (20:55) Jean Béliveau (37:09) Serge Savard (58:51) Mickey Redmond (64:55) | 4:3 n. V. (0:0, 2:2, 1:1, 1:0) Spielbericht Stand: 2:0 | New York Rangers John McKenzie (28:39) Ron Murphy (38:01) Johnny Bucyk (54:12) | Forum de Montréal, Montréal, Québec Zuschauer: 17.897 |

| 17. April 1969 | Boston Bruins Phil Esposito (3:37) Ed Westfall (36:35) Phil Esposito (43:37) Ron Murphy (50:07) Ken Hodge (50:23) | 5:0 (1:0, 1:0, 3:0) Spielbericht Stand: 1:2 | Canadiens de Montréal | Boston Garden, Boston, Massachusetts Zuschauer: 14.659 |

| 20. April 1969 | Boston Bruins Ed Westfall (2:55) Derek Sanderson (15:49) Bobby Orr (58:13) | 3:2 (2:1, 0:0, 1:1) Spielbericht Stand: 2:2 | Canadiens de Montréal Jacques Lemaire (8:51) Serge Savard (59:06) | Boston Garden, Boston, Massachusetts Zuschauer: 14.659 |

| 22. April 1969 | Canadiens de Montréal Jacques Laperrière (18:25) Claude Provost (21:08) J. C. Tremblay (22:01) Claude Provost (47:06) | 4:2 (1:0, 2:2, 1:0) Spielbericht Stand: 3:2 | Boston Bruins Ken Hodge (30:15) Ken Hodge (33:21) | Forum de Montréal, Montréal, Québec Zuschauer: 17.728 |

| 24. April 1969 | Boston Bruins Ron Murphy (2:29) | 1:2 n. V. (1:0, 0:0, 0:1, 0:0, 0:1) Spielbericht Stand: 2:4 | Canadiens de Montréal Serge Savard (41:10) Jean Béliveau (91:28) | Boston Garden, Boston, Massachusetts |

### (W1) St. Louis Blues – (W4) Los Angeles Kings
| 15. April 1969 | St. Louis Blues Larry Keenan (11:00) Red Berenson (21:56) Red Berenson (24:49) Red Berenson (30:24) | 4:0 (1:0, 3:0, 0:0) Spielbericht Stand: 1:0 | Los Angeles Kings | St. Louis Arena, St. Louis, Missouri Zuschauer: 15.438 |

| 17. April 1969 | St. Louis Blues Red Berenson (3:48) Gary Sabourin (31:22) Gary Sabourin (54:31) | 3:2 (1:0, 1:0, 1:2) Spielbericht Stand: 2:0 | Los Angeles Kings Dave Amadio (42:12) Bryan Campbell (48:28) | St. Louis Arena, St. Louis, Missouri Zuschauer: 15.776 |

| 19. April 1969 | Los Angeles Kings Bill Flett (2:18) Skip Krake (42:34) | 2:5 (1:1, 0:1, 1:3) Spielbericht Stand: 0:3 | St. Louis Blues Frank St. Marseille (10:13) Ab McDonald (24:07) Terry Crisp (44:18) Gary Sabourin (46:40) Noël Picard (53:03) | The Forum, Inglewood, Kalifornien Zuschauer: 12.523 |

| 20. April 1969 | Los Angeles Kings Eddie Joyal (1:48) | 1:4 (1:1, 0:2, 0:1) Spielbericht Stand: 0:4 | St. Louis Blues Terry Crisp (11:38) Red Berenson (31:52) Gary Sabourin (32:44) Camille Henry (50:56) | The Forum, Inglewood, Kalifornien Zuschauer: 7.388 |

## Stanley-Cup-Finale

### (E1) Canadiens de Montréal – (W1) St. Louis Blues
| 27. April 1969 | Canadiens de Montréal Dick Duff (3:39) Bobby Rousseau (4:17) John Ferguson (59:46) | 3:1 (2:1, 0:0, 1:0) Spielbericht Stand: 1:0 | St. Louis Blues Frank St. Marseille (18:24) | Forum de Montréal, Montréal, Québec Zuschauer: 16.607 |

| 29. April 1969 | Canadiens de Montréal Ralph Backstrom (17:26) Dick Duff (29:07) Yvan Cournoyer (34:11) | 3:1 (1:0, 2:0, 0:1) Spielbericht Stand: 2:0 | St. Louis Blues Larry Keenan (49:20) | Forum de Montréal, Montréal, Québec Zuschauer: 16.522 |

| 1. Mai 1969 | St. Louis Blues | 0:4 (0:1, 0:2, 0:1) Spielbericht Stand: 0:3 | Canadiens de Montréal Serge Savard (12:34) Jacques Lemaire (28:16) Dick Duff (33:38) Dick Duff (58:35) | St. Louis Arena, St. Louis, Missouri Zuschauer: 16.338 |

| 4. Mai 1969 | St. Louis Blues Terry Gray (30:50) | 1:2 (0:0, 1:0, 0:2) Spielbericht Stand: 0:4 | Canadiens de Montréal Ted Harris (40:42) John Ferguson (43:02) | St. Louis Arena, St. Louis, Missouri Zuschauer: 16.126 |

### Stanley-Cup-Sieger
| Stanley-Cup-Sieger Canadiens de Montréal | Torhüter: Tony Esposito, Rogatien Vachon, Gump Worsley Verteidiger: Terry Harper, Ted Harris, Larry Hillman, Jacques Laperrière, Serge Savard, J. C. Tremblay Angreifer: Ralph Backstrom, Jean Béliveau (C), Christian Bordeleau, Yvan Cournoyer, Dick Duff, John Ferguson, Jacques Lemaire, Claude Provost, Henri Richard, Mickey Redmond, Bobby Rousseau, Gilles Tremblay Cheftrainer: Claude Ruel General Manager: Sam Pollock |

## Beste Scorer
Abkürzungen: GP = Spiele, G = Tore, A = Assists, Pts = Punkte, +/− = Plus/Minus, PIM = Strafminuten; Fett: Bestwert
| Spieler         | Team      | GP | G | A  | Pts | +/− | PIM |
| --------------- | --------- | -- | - | -- | --- | --- | --- |
| Phil Esposito   | Boston    | 10 | 8 | 10 | 18  | +6  | 8   |
| Jean Béliveau   | Montréal  | 14 | 5 | 10 | 15  | +2  | 8   |
| Dick Duff       | Montréal  | 14 | 6 | 8  | 14  | +8  | 11  |
| Ken Hodge       | Boston    | 10 | 5 | 7  | 12  | +3  | 4   |
| Gary Sabourin   | St. Louis | 12 | 6 | 5  | 11  | +5  | 12  |
| Johnny Bucyk    | Boston    | 10 | 5 | 6  | 11  | +5  | 0   |
| Yvan Cournoyer  | Montréal  | 14 | 4 | 7  | 11  | +2  | 5   |
| Derek Sanderson | Boston    | 9  | 8 | 2  | 10  | +8  | 36  |
| Red Berenson    | St. Louis | 12 | 7 | 3  | 10  | +3  | 20  |
| Earl Ingarfield | Oakland   | 7  | 4 | 6  | 10  | −6  | 2   |
| Serge Savard    | Montréal  | 14 | 4 | 6  | 10  | +2  | 24  |

## Beste Torhüter
Die kombinierte Tabelle zeigt die jeweils drei besten Torhüter in den Kategorien Gegentorschnitt und Fangquote sowie die jeweils Führenden in den Kategorien Shutouts und Siege.
Abkürzungen: GP = Spiele, Min = Eiszeit (in Minuten), W = Siege, L = Niederlagen, GA = Gegentore, SO = Shutouts, Sv% = gehaltene Schüsse (in %), GAA = Gegentorschnitt; Fett: Bestwert; Sortiert nach Gegentorschnitt.
Erfasst werden nur Torhüter mit 180 absolvierten Spielminuten.
| Spieler         | Team      | GP | Min    | W | L | GA | SO | Sv%  | GAA  |
| --------------- | --------- | -- | ------ | - | - | -- | -- | ---- | ---- |
| Rogatien Vachon | Montréal  | 8  | 507:00 | 7 | 1 | 12 | 1  | 95,3 | 1,42 |
| Jacques Plante  | St. Louis | 10 | 589:06 | 8 | 2 | 15 | 3  | 95,0 | 1,43 |
| Gerry Cheevers  | Boston    | 9  | 571:04 | 6 | 3 | 16 | 3  | 94,7 | 1,68 |